# Відьомська дошка: Біси
Відьомська дошка: Біси — фільм жахів 1995 року.

## Сюжет
Молодий американець Браян Філдз живе, не відаючи особливих тривог, зі своєю люблячою дружиною Джулі, і, здається ніщо не повинно порушити їх тихе маленьке щастя. До того моменту, поки подружжя не познайомилися зі своїм дивним сусідом, літнім Френсісом Ветменом. Якось випадково Брайан заглянув до сусіда, вони розговорилися. Літня чоловік розповів про свої пристрасті: магію, спіритизм, чорнокнижництво. І продемонстрував старовинну дошку — «Відьмин столик», через який можна зв'язатися з потойбічним, викликати духів та інше в цьому роді. На ранок гостинний господар був знайдений мертвим — він викинувся з балкона своєї квартири. Брайна і його дружину спіткав настільки жахливий кошмар, якому просто немає назви.